# Liste der Gouverneure des Herzogtums Mailand
Der Gouverneur von Mailand regierte das Herzogtum Mailand als Vertreter des Königs von Spanien (1535–1706) bzw. des Erzherzog von Österreich (1706–1796 und 1799–1800). Der erste Gouverneur wurde ernannt nach dem Tod des letzten Herzog des Hauses Sforza, Francesco II.

## Spanische Herrschaft
1. Antonio de Leyva, Fürst von Ascoli, 1535–1536
2. Kardinal Marino Caracciolo, 1536–1538
3. Alfonso d’Avalos d'Aquino, Marchese von Pescara und Vasto, 1538–1546
4. Ferrante I. Gonzaga, 1546–1555
5. Fernando Álvarez de Toledo, Herzog von Alba, 1555–1556
6. Cristoforo Madruzzo, 1556–1557
7. Gonzalo II. Fernández de Córdoba (1520–1578), 1558–1560
8. Francesco Fernando d’Avalos d’Aquino d’Aragona, 1560–1563
9. Gonzalo II Fernández de Córdoba, 1563–1564 (2. Amtszeit)
10. Gabriel de la Cueva, Graf von Alburquerque, 1564–1571
11. Álvaro de Sande, 1571–1572
12. Luis de Zúñiga y Requesens, 1572–1573
13. Antonio de Zúñiga y Sotomaior, 1573–1580
14. Sancho de Guevara y Padilla, 1580–1583
15. Carlo d'Aragona Tagliavia, 1583–1592
16. Juan Fernández de Velasco, Herzog von Frías, 1592–1595, erste Amtszeit
17. Don Pedro de Padilla, 1595–1595
18. Juan Fernández de Velasco, 1595–1600, 2. Amtszeit
19. Pedro Enríquez de Acevedo, Graf von Fuentes, 1600–1610,
20. Juan Fernández de Velasco, 1610–1612, 3. Amtszeit
21. Juan de Mendoza y Velasco, Marqués von Hinojosa, 1612–1616
22. Pedro de Toledo Osorio, Markgraf von Villafranca, 1616–1618
23. Gómez Suárez de Figueroa, Herzog von Feria, 1618–1625
24. Gonzalo Fernández de Córdoba, 1625–1629
25. Ambrogio Spinola, Marqués Balbases, 1629–1630
26. Álvaro II de Bazán, Marqués Santa Cruz, 1630–1631
27. Gómez Suárez de Figueroa, 1631–1633 (2. Amtszeit)
28. Kardinalinfant Ferdinand von Spanien, 1633–1634
29. Kardinal Gil Carrillo de Albornoz, 1634–1635
30. Diego Mexía Felípez de Guzmán, Marqués von Leganés, 1635–1636
31. Fernando Afán de Ribera, Herzog von Alcalá de los Gazules, 1636
32. Diego Mexía Felípez de Guzmán, 1636–1641
33. Juan de Velasco de la Cueva y Pacheco, Graf von Siruela, 1641–1643
34. Antonio Sancho Dávila de Toledo y Colonna, Marqués Velada, 1643–1646
35. Bernardino Fernández de Velasco, Herzog Frías, 1646–1648
36. Luis de Benavides Carrillo, Marqués Caracena, 1648–1656
37. Kardinal Giangiacomo Teodoro Trivulzio, 1656–1656
38. Alfonso Pérez de Vivero, Graf von Fuensaldaña, 1656–1660
39. Francesco Caetani, Herzog von Sermoneta, 1660–1662
40. Luis de Guzmán Ponce de Leon, 1662–1668
41. Paolo Spinola, Marqués Balbases, 1668–1668
42. Francisco de Orozco, Marqués Olias, 1668–1668
43. Paolo Spinola, 1669–1670
44. Gaspar Téllez-Girón, Herzog von Osuna, 1670–1674
45. Claude Lamoral, Fürst von Ligne, 1674–1678
46. Juan Henríquez de Cabrera, Graf von Melgar, 1678–1686
47. Antonio López de Ayala Velasco y Cardeñas, Graf von Fuensalida, 1686–1691
48. Diego Dávila Mesía y Guzmán, Marqués von Leganés, 1691–1698
49. Charles Henri de Lorraine-Vaudémont 1698–1706

Während des Spanischen Erbfolgekrieges fiel Mailand am 26. September 1706 an die österreichische Armee. Der Vertrag von Utrecht bestätigte die österreichische Herrschaft.

## Österreichische Herrschaft
- Eugen von Savoyen, 1706–1716
- Maximilian Karl zu Löwenstein-Wertheim-Rochefort, 1717–1718
- Hieronymus von Colloredo, 1719–1725
- Wirich Philipp von und zu Daun, 1725–1734
- Sardinische Besetzung 1734–1736
- Otto Ferdinand von Abensperg und Traun, 1736–1743
- Georg Christian von Lobkowitz (Feldmarschall), 1743–1745
- Spanische Besetzung 1745–1746
- Johann Lucas von Pallavicini-Centurioni, 1745–1747
- Ferdinand Bonaventura II. von Harrach, 1747–1750
- Johann Lucas von Pallavicini-Centurioni 1750–1754
- Francesco III. d’Este, Graf von Modena, 1754–1771
  - Erzherzog Peter Leopold von Österreich, 1754–1765, wurde Großherzog der Toskana
  - Erzherzog Ferdinand von Österreich, 1765–1771
- Erzherzog Ferdinand von Österreich, 1771–1796
- Transpadanische Republik 1796–1797
- Cisalpine Republik 1797–1799
- Graf Luigi Cocastelli, 1799–1800

Nach der Schlacht von Marengo gaben die Österreicher Mailand auf und das Herzogtum wurde wieder in die Cisalpine Republik eingegliedert.
1814 nahmen die Österreich Mailand erneut ein.

## Königreich Lombardo-Venetien
- Heinrich XV., Fürst von Reuß-Plauen, 1814–1815
- Graf Friedrich Heinrich von Bellegarde, 1815–1816
- Erzherzog Anton Viktor von Österreich, 1816–1818
- Erzherzog Rainer, 1818–1848
- Graf Joseph Radetzky von Radetz, 1848–1857
- Erzherzog Ferdinand Maximilian, 1857–1859